# العلاقات السعودية الليختنشتانية
العلاقات السعودية الليختنشتانية هي العلاقات الثنائية التي تجمع بين السعودية وليختنشتاين.

## مقارنة بين البلدين
هذه مقارنة عامة ومرجعية للدولتين:
| وجه المقارنة                                              | السعودية        | ليختنشتاين                                 |
| --------------------------------------------------------- | --------------- | ------------------------------------------ |
| المساحة (كم2)                                             | 2.25 مليون      | 16                                         |
| عدد السكان (نسمة)                                         | 33.00 مليون     | 37.47 ألف                                  |
| الكثافة السكانية (ن./كم²)                                 | 14.67           | 234.19 ألف                                 |
| العاصمة                                                   | الرياض، الدرعية | فادوتس                                     |
| اللغة الرسمية                                             | اللغة العربية   | اللغة الألمانية                            |
| العملة                                                    | ريال سعودي      | فرنك سويسري                                |
| الناتج المحلي الإجمالي (بليون دولار)                      | 683.83 مليار    | 6.29 مليار                                 |
| الناتج المحلي الإجمالي (تعادل القوة الشرائية) بليون دولار | 1.69 تريليون    |                                            |
| الناتج المحلي الإجمالي الاسمي للفرد دولار أمريكي          | 20.48 ألف       |                                            |
| الناتج المحلي الإجمالي للفرد دولار أمريكي                 | 52.01 ألف       |                                            |
| مؤشر التنمية البشرية                                      | 0.837           | 0.908                                      |
| رمز المكالمات الدولي                                      | +966            | +423                                       |
| رمز الإنترنت                                              | .sa             | .li                                        |
| المنطقة الزمنية                                           | ت ع م+03:00     | توقيت وسط أوروبا، ت ع م+01:00، ت ع م+02:00 |

## منظمات دولية مشتركة
يشترك البلدان في عضوية مجموعة من المنظمات الدولية، منها:
| علم المنظمة | اسم المنظمة                   | تاريخ انضمام السعودية | تاريخ انضمام ليختنشتاين |
| ----------- | ----------------------------- | --------------------- | ----------------------- |
|             | الاتحاد البريدي العالمي       | ?                     | ?                       |
|             | الاتحاد الدولي للاتصالات      | 7 فبراير 1949         | 25 يوليو 1963           |
|             | منظمة حظر الأسلحة الكيميائية  | ?                     | ?                       |
|             | منظمة التجارة العالمية        | 11 نوفمبر 2005        | ?                       |
|             | منظمة الشرطة الجنائية الدولية | 13 يونيو 1956         | ?                       |
|             | الأمم المتحدة                 | 24 أكتوبر 1945        | 18 سبتمبر 1990          |

## العلاقات الاقتصادية بين البلدين
يجمع بين المملكة وإمارة ليختنشتاين تبادل تجاري ففي عام 2018م بلغت قيمة الصادرات بين البلدين 119 ألف دولار، وبلغت قيمة الواردات بحوالي 701 ألف دولار، وفي ذات العام كان إجمالي حجم التجارة بين الدولتين حوالي 820 ألف دولار. أهم السلع التي تستوردها المملكة من ليختنشتاين لعام 2018 هي: آلات وأدوات آلية وأجزاؤها، مصنوعات من حديد أو صب (فولاذ)، مصنوعات حجرية أو إسمنتية، وأجهزة ومعدات كهربائية وأجزاؤها، بالإضافة إلى ألعاب وأدوات رياضية وأجزاؤها. بينما تصدر المملكة إلى ليختنشتاين عدد وأدوات من معادن عادية.

## وصلات خارجية
- موقع وزارة الخارجية السعودية